# 檀木
檀或檀木，不是一個具有精確意義的字、辭，不盡然是一種木材，或一類木材的統稱。有時候指一種香木，有時候指質地堅韌、紋理細緻的一種硬木，有時候指兼具以上這兩種特性的木材。與其說檀木是一個自然科學名詞，不如視之為歷經沿革、含義多元的文化、經濟概念。

## 檀木的種類
市面上被稱為檀木的木材，至少包括幾大類；根據中華民國教育部國語推行委員會編纂《重編國語辭典修訂本》 （页面存档备份，存于），檀，指三種植物的名稱：
- 檀香（Santalum album）：檀香科檀香屬的一種半寄生性常綠小喬木，其木材富含芳香精油，可蒸餾提取檀香油，作為香料或藥材使用，東印度產的檀香精油被世界公認品質最佳。
- 青檀：榆科植物的Pteroceltis tatarinowii；本種一屬一種，主要分佈在中國的黃河中、下游，是漢語原始意義的檀木。
- 紫檀：主要指豆科植物紫檀屬Pterocarpus spp.的Pterocarpus santalinus小葉紫檀、又稱檀香紫檀，以及在家具製作上被歸類為花梨木類、商品名稱padauk的P.indicus等多種同屬植物。

除此，根據羅良才的《檀木名實錄》，中國的白檀Dalbergia hupeana、降香黃檀Dalbergia odorifera以及世界各地出產的黃檀屬Dalbergia spp.(商品名稱rosewood、俗稱酸枝)；中國的茜草科的烏檀Nauclea afficinalis以及世界各地出產的烏檀屬Nauclea spp.；新烏檀Neonauclea griffithii(又稱黃楊木)以及世界各地出產的新烏檀屬Neonauclea spp.也都被視為檀木。
另外，在市面上，以檀為名的還有：紅檀（Swartizia spp.鐵木豆屬，也有將Dicorynia Guianensis雙柱蘇木冠以紅檀商品名……）、綠檀（可能是Guaiacum癒瘡木屬，或Bulnesia維臘木屬）、黑檀ebony可以是又稱非洲柚木的Guibourtia spp.以及又稱烏木的柿屬黑檀Diospyros spp.等。據說市面上稱檀木的樹種多達60種以上。

## 檀的歷史沿革
檀是相當古老的中文詞彙，《詩經》魏風有《伐檀》三章：

坎坎伐檀兮，寘之河之幹兮，河水清且漣猗。不稼不穡，胡取禾三百廛兮。不狩不獵，胡瞻爾庭有縣貆兮。彼君子兮，不素餐兮。
坎坎伐輻兮，寘之河之側兮，河水清且直猗。不稼不穡，胡取禾三百億兮。不狩不獵，胡瞻爾庭有縣特兮。彼君子兮，不素食兮。
坎坎伐輪兮，寘之河之漘兮，河水清且淪猗。不稼不穡，胡取禾三百囷。不狩不獵，胡瞻爾庭有縣鶉兮。彼君子兮，不素飧兮。

估計成書於东周或更早的《詩經》，一般認為收錄的是中國3000年左右以前的黃河中、下游的民歌，當時中國此一區域的檀樹，應只有青檀一種，其他分佈在南方的黃檀等，其所在區域可能尚非華夏領域，所以一般推斷此處用以製輻、製輪的檀，就是青檀。
檀就是青檀的概念，到了印度佛教傳入中國以後，有了重大改變。印度盛產的檀香，無論在婆羅門教或佛教中都享有殊勝尊崇，加上佛教重要的教意之一「布施」（dana），早期被譯為檀那。於是檀這個詞彙，因應佛教在中國的傳播興盛，有了宗教上的殊榮。來自印度的的檀香，漸漸成為檀一詞的主要意義。
可能是自海外貿易發達的明朝永樂年間、鄭和的大航海時期開始，檀又有了新的意義。明、清兩代的中國家具工藝發展至高度水準，當時用以製作高級家具的木材，產自中國者首推黃花梨、即海南島出產的降香黃檀，而來自印度及印支半島的各種紫檀屬木材，尤其年久會散發香味的印度小葉紫檀，被視為比黃花梨更加珍貴。
現代的中國大陸地區以及台灣地區，通俗商品市場上，商人為了提高木材的價格，往往將來自非洲、中南美洲、澳洲等世界各地的各種木材，都以檀命名，所以預料檀之概念，將持續擴充。